# Koepckekassike
Die Koepckekassike oder Loretokassike (Cacicus koepckeae) ist eine Vogelart aus der Familie der Stärlinge. Sie ist endemisch in Peru. Der Bestand wird von der IUCN als stark gefährdet (Endangered) eingeschätzt.

## Merkmale
Die Koepckekassike erreicht eine Körperlänge von etwa 23 cm. Ihr Gefieder glänzt überwiegend schwarz mit Ausnahme des Bürzels, der gelb mit einer leicht goldenen Tönung ist. Der Schwanz ist abgestuft, wobei die zentralen Steuerfedern die äußeren um ca. 19 mm überragen. Der nicht nach unten gebogene Schnabelfirst ist nicht besonders breit und flach. Der blaugraue Schnabel wird an der Spitze etwas bleicher. Die Laufbeine und Zehen sind schwarz, die Iris bläulich-weiß.

## Verbreitung

Verbreitungsgebiet der Koepckekassike

Lange galt das Gebiet um Balta, in dem John Patton O’Neill sie sammelte, als einziges bekanntes Verbreitungsgebiet der Koepckekassike. Im Zeitraum vom 27. März bis 20. April 1998 hielt sich der Umweltschützer und Ornithologe Nathaniel G. Gerhart (1975–2007) in Montetoni, einem Nanti-Dorf am Oberlauf des Río Camisea in der Region Cusco und dem nahen Río Manú Chico in der Region Madre de Dios auf. An beiden Orten observierte er mehrere Koepckekassiken. Schließlich entdeckte er am 1. Oktober 1998 ein weiteres Paar am Río Shihuaniro, einem linken Nebenfluss des Río Timpía, nahe dem Machiguengastamm im Dorf Timpía in der Region Cusco. Alle Exemplare hielten sich an schmalen Flussarmen in Höhen zwischen 300 und 550 Metern über dem Meeresspiegel auf. Doch zwischen dem 24. und 29. Juli 2001 entdeckte Gerhart sie erstmals an einer blühenden Erythrina am Unterlauf des Río Urubamba.

## Verhalten
Die Koepckekassike lebt vorwiegend auf Bäumen an Waldrändern in der Nähe von Flussufern. Ihr Habitat ist der Übergangswald der Hügellandschaft nahe den Ostanden in Peru. Diese liegen nahe Flüssen mit starkem Stromgefälle, wie dies am Río Shihuaniro oder der Río Manú Chico der Fall ist. Oft findet man in ihrem Lebensraum deshalb auch Gynerium sagittatum. Dort sitzen sie gerne in den flussnahen Baumkronen. Die etwas trockeneren Seitenarme dieser Flüsse mit starkem Stromgefälle sind der Grund für eine sehr artenreiche Flora, die die Einheimischen als Otségoa bezeichnen. Das Otségoa besteht oft aus Pflanzen wie Ameisenbäumen, Balsabäumen und Gynerium. Koepckekassiken bewegen allein, in Paaren oder kleineren Gruppen.

## Fortpflanzung
Es ist nicht viel über die Fortpflanzung dieser Art bekannt. Ihre Nester bauen sie in den unteren Ästen von beispielsweise Korallenbäumen, die sich in der Nähe von Flussufern befinden. Das Nest ist ca. 50 bis 70 Zentimeter groß.

## Lautäußerungen
Der Ruf besteht aus einer wiederholenden Serie von tchi-Chirp-Lauten, die im Duett wie ein Cheep-cheep ur-chewchew klingt. Der Klang ähnelt dem der Trupiale, doch weniger musikalisch, dafür etwas lauter.

## Etymologie und Forschungsgeschichte
O’Neill war im Jahr 1963 im Rahmen von Forschungsarbeiten im schwer zugänglichen Gebiet am Abfluss des Río Purús nahe der Grenze zwischen Peru und Brasilien unterwegs. Zwischen 1964 und 1965 war er erneut mit John Farrand, Jr. und John Alan Feduccia im Rahmen einer von John Stauffer McIlhenny (1910–1997) gesponserten Expedition in einem Kaxinawá-Dorf namens Balta am Río Curanja in der Region Loreto unterwegs. Von beiden Expeditionen brachte O’Neill eine Kassike mit, die zunächst kaum wissenschaftliche Beachtung fand. Erst als das Museum of Natural Science der Louisiana State University einen Routinevergleich mit neu erhaltenen Vogelbälgen aus Bolivien durchführte, fiel auf, dass es sich um eine neue Art handelte. Den Holotypus sammelte O’Neill am 22. März 1965 an einer Stelle in der die Zuflüsse Xumuya und Inuya in den Río Curanja fließen.
Der Name Cacicus geht auf Mathurin-Jacques Brisson aus dem Jahr 1760 zurück. Dieser beschrieb die Rotbürzelkassike (Cacicus haemorrhous) als Cassique Rouge. Das Wort stammt vom lateinischen Begriff Cassis (franz. Casque) für Helm ab. Das Artepitheton „koepckeae“ ehrt Maria Koepcke für ihre Verdienste rund um die Ornithologie Perus.